# Цуркан, Людмила Георгиевна
Людмила Георгиевна Цуркан (1937—2019) — советская и украинская оперная и камерная певица (сопрано), вокальный педагог. Заслуженный деятель искусств Украины (1997), профессор (1994), заведующая кафедрой сольного пения Харьковского национального университета искусств имени Котляревского (2002—2015).

## Биография
Родилась 22 августа 1937 года в г. Николаев. В 1960 году окончила Одесскую консерваторию им. Неждановой по классу народной артистки Украины, профессора Ольги Николаевны Благовидовой. Лауреат Всеукраинского конкурса вокалистов (1959).
Работала солисткой оперных театров Одессы, Челябинска, Харькова. В оперных спектаклях (в частности, гастрольных) её партнёрами были Ирина Архипова, Зинаида Палли, Владимир Атлантов, Димитр Узунов, Юрий Мазурок, Артур Эйзен, Зураб Анджапаридзе, Нонна Суржина, Николай Манойло. Выступала с такими дирижёрами, как Исидор Зак, Израиль Штейман, Евгений Дущенко, Анатолий Калабухин. Вела широкую концертную деятельность, гастролировала в городах Украины, России, Венгрии, Польши, Чехословакии.
Среди выпускников: народная артистка Украины О. Чубарева; солист Большого театра России М. Пастер; заслуженные артисты Украины С. Гомон, О. Крамарева, М. Чиженко; заслуженный артист Республики Крым Владимир Кудрявцев; лауреаты международных конкурсов вокалистов О. Журавель, С. Замыцкий, О. Золотаренко, Ж. Нименская, Ю. Пискун, В. Попов, С. Крыжненко, Ли Сяолун, Чжан Юй, которые гастролируют в разных странах мира.
Была членом жюри международных конкурсов вокалистов им. С. В. Рахманинова (Москва, 1997), им. М. И. Глинки (Самара, 1997; Астрахань, 2003), им. З. Долухановой «Янтарный соловей» (Калининград, 2004, 2006, 2010), им. А. Соловьяненко «Соловьиная ярмарка» (Донецк, 2004, 2006, 2008, 2011, 2013), им. Г. Свиридова (Курск, 2011), «Алчевский-дебют» (Харьков, 2003, 2005, 2007, 2009, 2011, 2013), «Fortissimo» (Харьков, 2006, 2013).
С 2015 года жила в Германии, в г. Дюссельдорф. Умерла 23 января 2019 года.

## Память
16 июня 2021 года около 38 аудитории кафедры сольного пения и оперной подготовки ХГУИ имени И. П. Котляревского состоялось торжественное открытие мемориальной доски выдающемуся украинскому вокальному педагогу, заслуженному деятелю искусств Украины, профессору Людмиле Георгиевне Цуркан.

## Оперные роли
- Дездемона («Отелло» Дж. Верди)
- Иоланта («Иоланта» П. И. Чайковского)
- Леонора («Трубадур» Дж. Верди)
- Манон Леско («Манон Леско» Дж. Пуччини)
- Маргарита («Фауст» Ш. Гуно)
- Марильца («Тарас Бульба» Н. В. Лысенко)
- Микаэла («Кармен» Ж. Бизе)
- Мими («Богема» Дж. Пуччини)
- Наталка («Наталка Полтавка» Н. В. Лысенко)
- Оксана («Запорожец за Дунаем» С. С. Гулака-Артемовского)
- Тамара («Демон» А. Г. Рубинштейна)
- Татьяна («Евгений Онегин» П. И. Чайковского)
- Чио-Чио-сан («Мадам Баттерфляй» Дж. Пуччини)
- Прилепа («Пиковая дама» П. И. Чайковского)

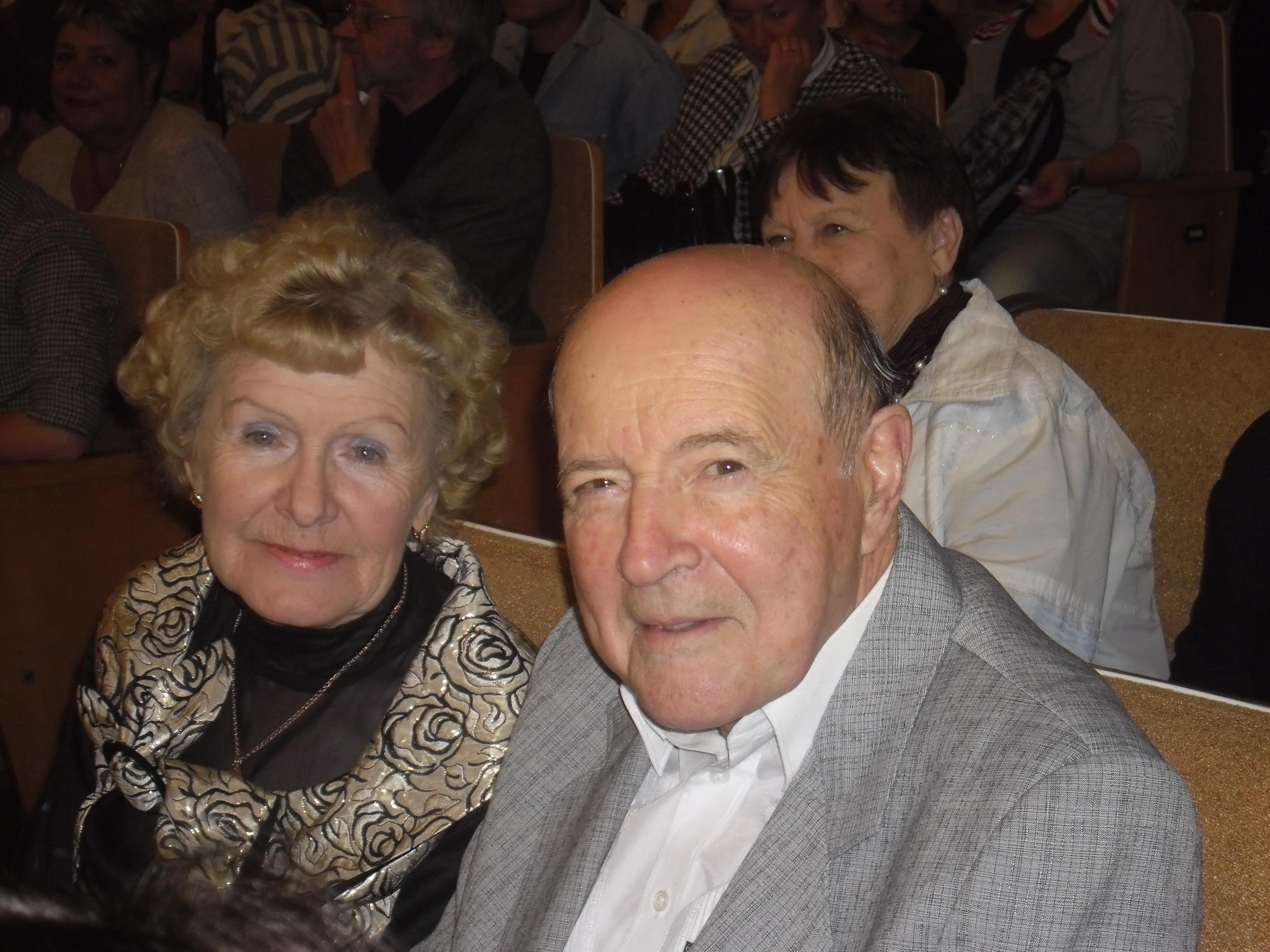
Л. Цуркан и И. Глауберман (2012, фото Г. Ганзбурга)

## Семья
- Муж — музыковед Илья Львович Глауберман (1934—2021).
- Дочь — театровед Мария Цуркан.
- Зять — композитор Александр Гринберг (род. 1961).